# Caragele, Buzău
Caragele este un sat în comuna Luciu din județul Buzău, Muntenia, România. Se află în sud-estul județului, în Câmpia Călmățuiului.
La sfârșitul secolului al XIX-lea, satul Caragele forma o comună de sine stătătoare, în plasa Câmpul din județul Buzău, având 700 de locuitori ce trăiau în 144 de case; în comuna Caragele funcționa o școală cu 37 de elevi și o biserică. În 1925, Anuarul Socec o atestă ca având 860 de locuitori.
Comuna a fost arondată în 1950 raionului Pogoanele din regiunea Buzău și apoi (după 1952) raionului Buzău din regiunea Ploiești. În 1968, comuna a fost desființată, fiind inclusă în comuna Luciu.

## Economie
La Caragele se află cel mai mare zăcământ onshore de gaze naturale descoperit în ultimii 30 de ani în România. Acesta este evaluat la aproape 4 miliarde de dolari și poate asigura, pe consumul mediu anual, necesarul național pentru 3 ani. În 2022, se preconiza începerea exploatării acelui zăcământ în 2024.